# Azittavadda
Azittavadda az ókori délkelet-anatóliai Danuna Királyság uralkodója. Apja, Urikki (vagy Awariku) szintén ezen állam királya volt, de róla többet nem tudni. A neve is csak Azittavadda 1947-ben előkerült felirataiból ismert, valamint 1997-ben találtak egy sztélét, amelyen az U[...] nevet Urikkiként értelmezik. Azittavadda feliratai Urikkit nem nevezik Azitavadda apjának, csak elődjének, aki naggyá tette Danunát.
Az Azittavadda névnek rendkívül sok lehetséges változata forog: Azatiwataya, Azatiwatas, Azitawadda, Azittawadda. Ennek oka, hogy a föníciai ábécé a magánhangzókat nem jelöli. Az óföníciai nyelvű feliratokon ʾztwd betűsorral írták le a nevet, a luvi hieroglifákkal Aśitawandaś alakban.
Maga Azittavadda is csak ezen feliratok alapján ismert, semmilyen más egykorú forrás nem tudósít róla, pedig a dokumentum alapján nagyarányú hódításokba kezdett, mindenekelőtt Adanijától nyugatra. A feliratok keltezése is bizonytalan. A Kilamuva-sztélé és III. Sulmánu-asarídu krónikái alapján i. e. 825 előtt kellett keletkeznie, mert Danuna ekkor jelentős területeket vesztett.
Azittavadda feliratai nagyon jelentősek a luvi írás megfejtése szempontjából, mivel ezek az első terjedelmes kétnyelvű feliratok, amelyben a luvi hieroglif és a betűírásos föníciai nyelvű szöveg azonos tartalommal szerepelt. Három kőtömbön olvasható a tartalmilag azonos, de más-más nyelveken írt szöveg.
A szöveg a hagyományos hettita stílusban íródott. Először a legitimitás leírása, majd az uralkodó jelentőségének méltatása következik. Harmadik részében az istenek jóindulatának elnyerése a téma, a végén pedig a szöveg fennmaradását célzó átok fejezi be. A szövegből értesülünk arról is, hogy fővárosát Azittawataya névre nevezte el.

## Külső hivatkozások
- Turkey-now.org